# Bratz (serie animata)

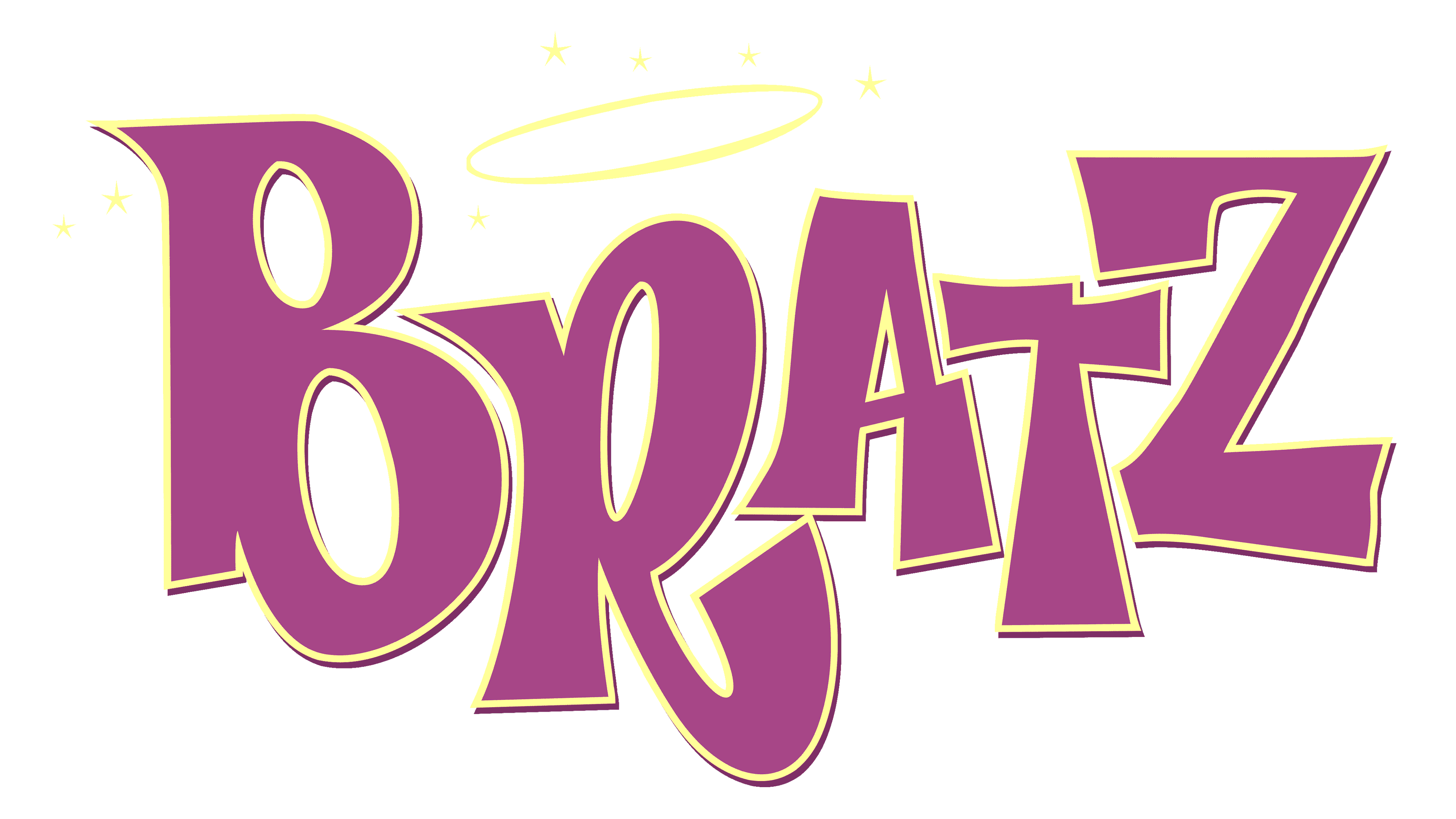

Bratz è una serie televisiva a disegni animati al computer prodotta da 4Kids Entertainment ed MGA Entertainment e basata sulla linea di bambole Bratz. In Italia la prima stagione, costituita da 26 episodi, è andata in onda su Italia 1 il sabato e la domenica mattina, dal 30 settembre 2006 al 24 marzo 2007.
Successivamente, dal 4 agosto 2007, è stata replicata con mezzo episodio alla settimana fino al 25 ottobre 2008. La seconda stagione, formata anch'essa da 26 episodi, viene trasmessa a partire dal 1º novembre 2008 su Italia 1, sempre con mezzo episodio il sabato mattina, ma viene interrotta il 31 gennaio 2009 dopo soli 7 episodi trasmessi. 
A partire dal 10 giugno 2011 ripartono le repliche della serie dal primo episodio su Hiro, e dal 13 giugno al 31 luglio 2011 sono andati in onda gli ultimi episodi inediti della seconda stagione. 
Dal 26 novembre 2011, la serie è riproposta dall'inizio su Boing, il sabato e la domenica pomeriggio, con mezzi episodi alla volta, tuttavia viene interrotta dopo poche settimane. Dal 10 marzo 2012, la serie è andata nuovamente in replica ogni sabato e domenica mattina su Boing con due mezzi episodi di fila.

## Trama
La serie segue le avventure di Jade, Cloe, Sasha e Yasmin, che sono le quattro redattrici della rivista di moda Bratz Magazine, e della loro sfida con la scorretta Burdine Maxwell, direttrice di Your Thing, rivista falsa ed impopolare. La terribile Burdine non perde occasione per ostacolare la popolarità delle 'Bratz' ricorrendo a qualsiasi metodo, a volte anche illegale, pur di far chiudere la rivista rivale responsabile del tracollo di Your Thing, ma senza successo. Il risultato alla fine si ritorce contro Burdine e l'esperienza fatta diventa materiale da prima pagina per la rivista Bratz Magazine.

## Personaggi
- Jade: per gli amici Micia (Kool Kat), è di origine cinese e possiede una gatta di nome Maika fin dall'infanzia. Ha lavorato per Burdine ed è stata subito licenziata. Ha i capelli neri mentre i suoi occhi sono castani scuri. Doppiata in lingua originale da Soleil Moon Frye (1ª stagione) e Britt Irvin (2ª stagione) e in italiano da Tosawi Piovani.
- Cloe: per gli amici Angelo (Angel) , è pessimista e va facilmente in paranoia, quando si trova al limite inizia a pulire per cercare di calmarsi. Ha i capelli biondi e occhi celesti. Doppiata in lingua originale da Olivia Hack (1° st.) e Britt McKillip (2° st.) e in italiano da Elisabetta Spinelli.
- Sasha: per gli amici Divina (Bunny Boo), è afroamericana e una maniaca del controllo. È appassionata di ballo e tende ad arrabbiarsi facilmente. I suoi capelli sono castani scuri e gli occhi sono verdi. Doppiata in lingua originale da Tia Mowry (1° st.) e Dorla Bell (2° st.) e in italiano da Debora Magnaghi.
- Yasmin: per gli amici Principessa (Pretty Princess), è iscritta ad un'associazione per la difesa degli animali e pratica lo yoga. I suoi capelli e i suoi occhi sono castani e ha un piccolo neo sulla guancia. Doppiata in lingua originale da Dionne Quan (1° st.) e Maryke Hendrikse (2° st.) e in italiano da Francesca Bielli.
- Burdine Maxwell: è la maleducata e sleale direttrice della rivista Your Thing ed ha la mania per il colore rosa al punto di travestire il suo cagnolino tutto di rosa. Ha una sorella gemella che è identica a lei chiamata Bernice. Ha i capelli biondi, gli occhi blu, e indossa sempre una tiara, un cappotto e una gonna rosa. È stato affermato che in passato ha fatto un trattamento con botox. A fine serie viene sconfitta dalle Bratz e i suoi amici e tradita da Bernice e le sorelle Smith che decidono di lasciarla, anche se viene licenziata dalla rivista stessa ed arrestata dalla polizia. La sua tipica esclamazione è Per tutti i rosa! (Mother of Pink! in originale). Doppiata in lingua originale da Wendie Malick (1° st.) e Ellie Harvie (2° st.) e in italiano da Marcella Silvestri.
- Kaycee Smith: ha subito 3 interventi di rinoplastica ed è costretta a mettere un cerotto per nascondere la cicatrice. È decisamente più ingenua e stupida della sorella che spesso e volentieri la tratta male. Doppiata in lingua originale da Lacey Chabert (1° st.) e Kelly Sheridan (2° st.) e in italiano da Daniela Fava.
- Kirstee Smith: rispetto alla sorella Kaycee è più sveglia e malefica. Insieme alla sorella lavorano per Burdine. Lei e Kaycee indossano un vestito e scarpe rosa, hanno gli occhi azzurri e i capelli biondi raccolti in uno chignon. Vengono chiamate in modo derisorio Perfi-gemelle (Tweevils in originale). Doppiata in lingua originale da Kaley Cuoco (1° st.) e Ashleigh Ball (2° st.) e in italiano da Emanuela Pacotto.
- Cameron: un vecchio amico di Cloe che non riesce a farsi notare da quest'ultima. Doppiato in lingua originale da Charlie Schlatter (1° st.) e Ian James Corlett (2° st.) e in italiano da Massimo Di Benedetto.
- Dylan: è un vero e proprio combinaguai. Ha una personalità molto esuberante e ha una cotta per Jade. Doppiato in lingua originale da Ogie Banks (1° st.) e Adrian Holmes (2° st.) e italiano da Davide Garbolino.
- Eitan: lavora come barista e ha un debole per Yasmin. Doppiato in lingua originale da Josh Keaton (1° st.) e Trevor Devall (2° st.) e in italiano da Patrizio Prata.
- Byron Powell: è a capo della giuria del programma tv Rock America, si prende una cotta per Delilah, la quale non è altro che Dylan travestito da donna. È una palese parodia di Simon Cowell. Doppiato in lingua originale da Greg Ellis (1° st.) e Alistair Abell (2° st.) e in italiano da Marco Balzarotti.

## Episodi
| Stagione         | Episodi | Prima TV originale | Prima TV in italiano |
| ---------------- | ------- | ------------------ | -------------------- |
| Prima stagione   | 26      | 2005-2006          | 2006-2007            |
| Seconda stagione | 26      | 2008               | 2008-2011            |